# Tantilla tecta
Tantilla tecta es una especie de serpiente que pertenece a la familia Colubridae. Es endémico del noreste de Guatemala.